# Chlidones apicalis
Chlidones apicalis é uma espécie de cerambicídeo, endêmica de Madagáscar.

## Taxonomia
Em 1902, Fairmaire descreveu a espécie baseando-se em um exemplar encontrado em Madagáscar